# 朱元豪
朱元豪（しゅ げんごう、朱元豪、1990年9月6日 - ）は、中国の囲碁棋士。上海市出身、中国囲棋協会に所属、五段。新秀戦優勝、西南王戦準優勝など。

## 経歴
2003年初段。2004年新秀戦優勝、全国囲棋個人戦乙組優勝。2005年西南王戦準優勝、富士通杯U15少年囲棋戦準優勝、三段。2007年水岸帝景杯職業囲棋公開戦優勝、全国囲棋個人戦甲組6位。2008年招商銀行杯電視快棋戦ベスト4、NEC杯囲棋賽ベスト4。2009年新人王戦準優勝、全国智力運動会男子快棋戦6位、BCカード杯世界囲碁選手権に出場しベスト32。2011年全国智力運動会男子団体戦5位（上海チーム）。2012年中信銀行杯電視快棋戦ベスト8。2014年洛陽龍門杯中国囲棋棋聖戦ベスト8。
中国棋士ランキングでは2009年32位。
- 中国囲棋甲級リーグ戦
  - 2005年（四川矮子）3-5
  - 2006年（貴州衛視）7-15
  - 2007年（中国移動上海）10-6
  - 2009年（中国移動上海）7-15
  - 2010年（中国移動上海）4-18
  - 2011年（中国移動上海）2-4
  - 2012年（中国移動上海）0-2
  - 2013年乙級（上海建橋学院）6-1
  - 2014年乙級（上海建橋学院）
  - 2015年乙級（上海建橋学院）4-3
  - 2016年乙級（上海建橋学院）5-3